# Solar Films
Solar Films Inc. Oy es una compañía de producción de películas finlandesa fundada en 1995. Hoy en día es la empresa líder de producción en Finlandia en los campos de largometrajes cinematográficos y producciones de televisión. Las películas producidas por Solar Films han ganado en total 23 premios de cine finlandeses y cinco premios de viewer poll de la película más popular del año. Además de películas y series de televisión, Solar Films ha creado miles de horas de entretenimiento televisivo para canales finlandeses. En el año 2000, la compañía registró unas ventas netas de 6,4 millones de euros.

## Películas producidas
- Mannerheim (preproducción)
- Tumman veden päällä (preproducción)
- Kaappari (estreno en enero de 2013)
- Vares – Pimeyden tango (posproducción, estreno el 5 de octubre de 2012)
- Puhdistus (posproducción, estreno el  7 de septiembre de 2012)
- Imaginaerum (posproducción, estreno el 10 de agosto de 2012)
- Vares – Uhkapelimerkki (2012)
- Vares – Kaidan tien kulkijat (2012)
- Kotirauha (2011)
- Vares – Sukkanauhakäärme (2011)
- Vares – Huhtikuun tytöt (2011)
- Vares – Pahan suudelma (2011)
- Sisko tahtoisin jäädä (2010)
- Hellsinki (2009)
- Kummeli Alivuokralainen (2008)
- Dark Floors – The Lordi Motion Picture (2008)
- Tummien perhosten koti (2008)
- V2 – Jäätynyt enkeli (2007)
- Valkoinen kaupunki (2006)
- Matti (2006)
- Paha maa (2005)
- Vares – yksityisetsivä (2004)
- Levottomat 3 (2004)
- Pahat pojat (2003)
- Minä ja Morrison (2001)
- Lomalla (2000)
- Levottomat (2000)
- Häjyt (1999)
- Kummeli Kultakuume (1997)
- Esa ja Vesa – auringonlaskun ratsastajat

### Coproducciones
- Kulman pojat (2012)
- Hulluna Saraan (2012)
- Ella ja Aleksi – Yllätyssynttärit (2011)
- Elokuu (2011)
- Veijarit (2010)
- Reindeerspotting (2010)
- Pikkuveli (2009)
- Astrópía (Islandia) (2007)
- Fuera del vestuario (Islandia) (2005)
- Populäärimusiikkia Vittulajänkältä (Suecia) (2004)